# Heinrich Wuttke
Heinrich Wuttke (né le 12 février 1818 à Brieg et mort le 14 juin 1876 à Leipzig) est un historien et universitaire prussien du XIXe siècle.

## Biographie
Heinrich Wuttke a étudié l'histoire, la philosophie, la philologie à l'université de Breslau, obtenant un doctorat en 1829 avec une dissertation sur Thucydide. En 1841, il décroche une chaire d'histoire à l'université de Leipzig, où, de 1848 à 1876, il est professeur de sciences historiques.
En 1848, il était membre du Parlement de Francfort, pour la gauche modérée. Il appartenait à la grande commission constitutionnelle allemande et a voté contre Frédéric-Guillaume IV et plus tard, fut temporairement proche de Ferdinand Lassalle.
Il était membre du club de l'histoire de Leipzig, et du club littéraire de Leipzig et s'est mobilisé, avec d'autres professeurs, pour la préservation de la collection ethnologique de Gustav Klemm. Il est le père de l'économiste et folkloriste Robert Wuttke.
L'association Schiller à Leipzig acquit le maison Schiller pour 2 150 thalers grâce aux dons et à l'engagement financier de Heinrich Wuttke.